# マージーサイド統監
マージーサイド統監（マージーサイドとうかん、英語: Lord Lieutenant of Merseyside）は、イギリスの官職。統監の1つで、マージーサイドを担当する。1972年地方行政法でイングランドおよびウェールズの地方自治体再編が行われ、同法第218(1)条によりグレーター・ロンドンおよび各都市・非都市カウンティに統監が1人ずつ任命されることとなった。同法でマージーサイドが設立されたため、1974年の同法施行とともにマージーサイド統監が任命された。

## 一覧
- 1974年4月1日 – 1979年：サー・ダグラス・イングリス・クロフォード[3]
- 1979年4月24日 – 1989年：ケネス・マクスウェル・ストッダート（英語版）[3]
- 1989年6月5日 – 1993年8月3日：ヘンリー・エジャートン・コットン（英語版）[3]
- 1993年11月22日 – 2006年：アラン・ウィリアム・ウォーターワース（英語版）[3][4]
- 2006年10月11日 – 2017年9月13日：ローナ・エリザベス・ミュアヘッド（英語版）[4][5]
- 2017年9月13日 – ：マーク・ブランデル[5]